# Krasnoarmejsk (Moskevská oblast)
Krasnoarmejsk (rusky Красноармейск) je město v Moskevské oblasti v Ruské federaci. Při sčítání lidu v roce 2010 měl přes šestadvacet tisíc obyvatel.

## Poloha
Krasnoarmejsk leží na řece Vorje, přítoku Kljazmy v povodí Oky. Od Moskvy je vzdálen přibližně padesát kilometrů na severovýchod.

## Dějiny
Na místě se nejpozději od 16. století nacházela vesnice Muromcevo (Муромцево). V roce 1835 zde byla postavena textilka, která byla po Říjnové revoluci znárodněna a přejmenována na Bumagoprjadilnaja fabrika im. Krasnoj Armii i Flota (Бумагопрядильная фабрика им. Красной Армии и Флота), doslova „Přádelna bavlny Rudé armády a loďstva“. Muromcevo se stalo převážně bydlištěm dělníků z přádelny a v roce 1947 bylo současně s povýšením na město přejmenováno na Krasnoarmejsk, tedy „město Rudé armády“.